# داروين بريو
داروين بريو (بالإنجليزية: Darwin Breaux)‏ هو مدير فني أمريكي، ولد في 8 مايو 1955.